# Ilse La Monaca
Ilse La Monaca (Heusden-Zolder, 31 augustus 1979) is een Belgische actrice.

## Biografie
La Monaca studeerde aan de Arts Educational Schools London en speelde daarna in enkele musicals en televisieseries. Zo trad ze op in het programma De Rechtvaardige Rechters als bardame, en als zangeres in De KetnetBand. Samen met haar collega's van De Buurtpolitie Ianthe Tavernier en Nicoline Hummel vormde zij Bulletproof. In 2012 speelde ze in Duitsland in de musical Hairspray. La Monaca had van 2014 tot 2020 een hoofdrol in de VTM-serie De Buurtpolitie als rechercheur Brigitte Broeckx. In het programma is zij een duo met Eric Buelens (Manoe Frateur). Ze hernam deze rol in het vervolg Echte Verhalen: De Buurtpolitie VIPS.

## Televisie
- Beau Séjour (2017)
- Echte Verhalen: De Buurtpolitie (2014-2020) - Brigitte Broeckx
- Echte Verhalen: De Buurtpolitie VIPS (2022) - Brigitte Broeckx
- De klok tikt : De Buurtpolitie (2023) - Brigitte Broeckx

## Film
- De Buurtpolitie: Het circus (2019) - Brigitte Broeckx
- De Buurtpolitie: De Grote Geldroof (2016) - Brigitte Broeckx
- De Buurtpolitie: De Tunnel (2018) - Brigitte Broeckx
- De Buurtpolitie: De Perfecte Overval (2022) - Brigitte Broeckx

## Kortfilm
- Julia de musicalfilm (2018) - als mevrouw de Bruin

## Musicals
- Hairspray (2012)